# Giljarovia vestita
Espèce
Giljarovia vestita est une espèce d'opilions dyspnois de la famille des Nemastomatidae.

## Distribution
Cette espèce se rencontre en Russie dans le kraï de Krasnodar, le kraï de Stavropol et en Adyguée et en Géorgie en Abkhazie.

## Description
Les mâles mesurent de 1,45 à 1,9 mm et les femelles de 1,8 à 2,2 mm.

## Systématique et taxinomie
Cette espèce a été décrite par Martens en 2006.

## Publication originale
- Martens, 2006 : « Weberknechte aus dem Kaukasus (Arachnida, Opiliones, Nemastomatidae). » Senckenbergiana Biologica, vol. 86, p. 145–210.